# Glenn Ford
Glenn Ford, właśc. Gwyllyn Samuel Newton Ford (ur. 1 maja 1916 w Quebecu, zm. 30 sierpnia 2006 w Los Angeles) – amerykański aktor.
8 lutego 1960 otrzymał własną gwiazdę w Alei Gwiazd w Los Angeles znajdującą się przy 6933 Hollywood Boulevard. 

## Wczesne lata
Urodził się w mieście Quebecu w prowincji Quebec jako syn Hannah Wood Mitchell i Newtona Forda, maszynisty Kolei Transkanadyjskiej. W wieku 8 lat wraz z rodzicami wyjechał do Stanów Zjednoczonych i osiedlił w Santa Monica. Uczęszczając do szkoły średniej Santa Monica High School, Glenn brał udział w szkolnych przedstawieniach. W 1920 po raz pierwszy wystąpił na scenie w spektaklu Ślub Toma Thumba. Glenn pracował jako budowlaniec, zakładającym w Santa Monica domowe instalacje kanalizacyjne, grzewcze czy remontującego dachy.

## Kariera
Po ukończeniu studiów aktorskich, w 1934 rozpoczął pracę w objazdowych grupach teatralnych. W 1935 zadebiutował na Broadwayu w sztuce Lillian Hellman Niewiniątka. W 1938 powrócił na Broadway w roli Sidneya Tarletona w przedstawieniu Mówienie do siebie. 
Po raz pierwszy trafił na ekran jako dżentelmen Emcee w krótkometrażowym filmie muzycznym Noc na Manhattanie (1937), zanim w 1939 dołączył do Columbia Pictures. Jego pseudonim sceniczny pochodzi od rodzinnego miasta jego ojca, Glenford w Albercie. Swoją pierwszą poważną rolę kinową Joe zagrał w dramacie przygodowym Ricardo Corteza Niebo z ogrodzeniem z drutu kolczastego (Heaven with a Barbed Wire Fence, 1939) na podstawie scenariusza Daltona Trumbo dla 20th Century Studios. Po zakończeniu II wojny światowej został obsadzony u boku Rity Hayworth w roli nałogowego hazardzisty Johnny’ego Farrella w dramacie noir Charlesa Vidora Gilda (1946) i dreszczowcu Przygoda na Trynidadzie (Affair in Trinidad, 1952). 
Szczyt jego kariery aktorskiej przypadł na lata 50., kiedy to był jednym z najpopularniejszych aktorów Hollywood i kreował swoje najciekawsze role. Największe sukcesy odnosił w filmach wojennych i westernach, w tym Jeden przeciw wszystkim (The Sheepman, 1958) jako Jason Sweet. Od 1971 prowadził w CBS swój własny program pt. The Glenn Ford Show. Za namową szefa stacji Freda Silvermana zagrał w serialu kryminalnym Cade’s County (1971–1972) i The Family Holvak (1975–1976). 
Wystąpił w 109 filmach. w rolach twardych i bezkompromisowych facetów (choć sympatycznych), jego niewątpliwy talent aktorski pozwolił mu nie zostać zaszufladkowanym. Doskonale odnajdywał się zarówno w komediach jak i dramatach, wymagających kreowania ról o skomplikowanym podłożu psychologicznym. 
Ostatnim filmem w którym Glenn Ford pokazał się kinowej publiczności jest Superman: Powrót (2006), w którym jego oblicze wyeksponowane zostało na rodzinnej fotografii Supermana w jednej ze scen.

## Służba wojskowa

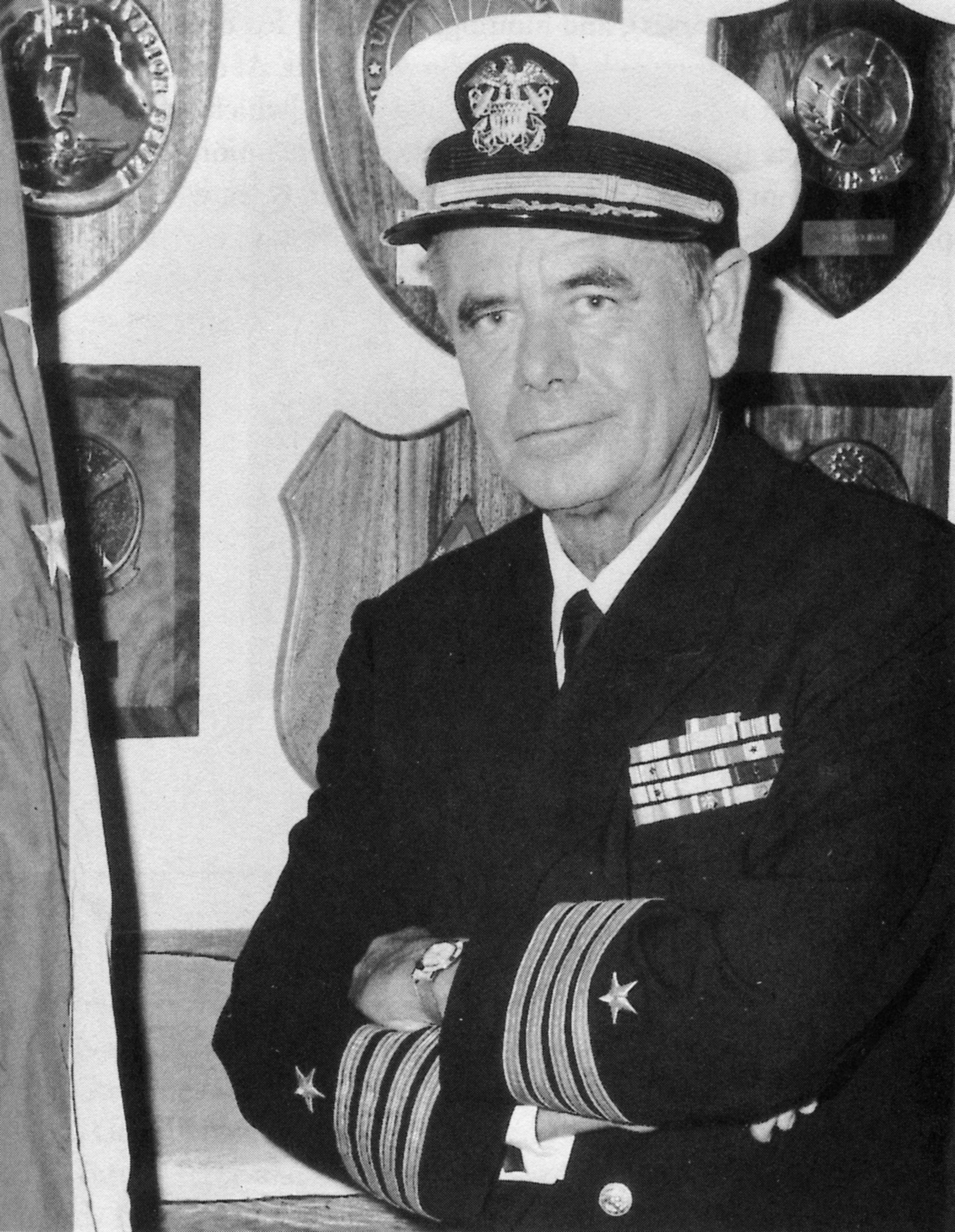
Komandor Glenn Ford

W 1942 zgłosił się na ochotnika do wojska i rozpoczął służbę w Korpusie Rezerwy Piechoty Morskiej Stanów Zjednoczonych (USMCR). Rok później został przeniesiony do służby czynnej w bazie korpusu marines w San Diego. Po specjalistycznym przeszkoleniu w Quantico (Wirginia) został awansowany do stopnia sierżanta i otrzymał przydział do sekcji radiowej biura public relations batalionu. Czynną służbę wojskową zakończył w grudniu 1944. W 1958, już jako uznany aktor wstąpił do rezerwy US Navy i w stopniu komandora podporucznika pełnił funkcję oficera public relations tej formacji. Przez kolejne lata promował służbę w US Navy w licznych występach radiowych i telewizyjnych, uzyskując kolejno stopień komandora porucznika (1963) i komandora (1968). W 1967 wraz z ekipą filmu szkoleniowego Global Marine udał się do Wietnamu. Przez pewien okres wraz z filmowcami był w delcie Mekongu – obszarze walk oddziałów amerykańskich z partyzantami Wietkongu. Służbę w oddziałach rezerwowych US Navy zakończył w 1970 w stopniu komandora i z odznaczeniami: Commendation Medal, American Campaign Medal, Asiatic-Pacific Campaign Medal, World War II Victory Medal, Rifle Marksman Badge i US Marine Corps Reserve Medal.

## Życie prywatne
Glenn Ford był czterokrotnie żonaty:
1. z Eleanorą Powell w latach 1943-1959, rozwód; syn Peter (ur. 1945)
2. z Kathryn Hays w latach 1966-1969, rozwód
3. z Cynthią Hayward w latach 1977–1984, rozwód
4. z Jeanne Baus w latach 1993−1994, rozwód

Przez długi czas był zwolennikiem Partii Demokratycznej, jednak w wyborach w 1980 i 1984 poparł kandydata republikanów, Ronalda Reagana.

### Śmierć
W 1991 przyjął propozycję udziału w serialu African Skies, jednak nagła choroba, wymagająca długotrwałego leczenia uniemożliwiła występ. Wcześniej wystąpił w swoim ostatnim filmie - Nerwy ze stali. Na plan filmowy już nie powrócił, wyniszczony serią kilku niedużych wylewów krwi do mózgu. Zmarł w swoim domu w Beverly Hills w 4 miesiące po swych 90. urodzinach. Jest pochowany na cmentarzu Woodlawn w Santa Monica. 

## Filmografia

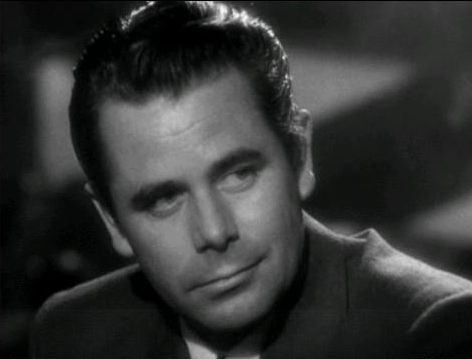
Glenn Ford, lata 50

- Kobieta jest zagadką (1940) jako Pierre Morestan
- Dwaj straceńcy (1943) jako Cheyenne Rogers
- Skradzione życie (1946) jako Bill Emerson
- Gilda (1946) jako Johnny Farrell
- Człowiek z Colorado (1947) jako płk. Owen Devereaux
- Miłość Carmen (1948) jako Don José Lizarabengoa
- Przygoda na Trynidadzie (1952) jako Steve Emery
- Bannion (1953) jako Dave Bannion
- Człowiek z Alamo (1953) jako John Stroud
- Bestia ludzka (1954) jako Jeff Warren
- Przerwana melodia (1955) jako dr Thomas „Tom” King
- Szkolna dżungla (1955) jako Richard Dadier
- Najszybszy strzelec (1956) jako George Kelby Jr./George Temple
- Okup (1956) jako David „Dave” Stannard
- Herbaciarnia „Pod Księżycem” (1956) jako kpt. Fisby
- Ranczo w dolinie (1956) jako Jubal Troop
- 15:10 do Yumy (1957) jako Ben Wade
- Kowboj (1958) jako Tom Reese
- Jeden przeciw wszystkim (1958) jako Jason Sweet
- Torpeda poszła! (1958) jako kmdr. ppor. Barney Doyle
- Cimarron (1960) jako Yancey Cravat
- Arystokracja podziemi (1961) jako Dave „Dude” Conway
- Czterech jeźdźców Apokalipsy (1962) jako Julio Desnoyers
- Próba terroru (1962) jako John „Rip” Ripley
- Tata w zalotach (1963) jako Tom Corbett
- Ukochane serce (1964) jako Harry Mork
- Szalony koń (1965) jako Ben Jones
- Czy Paryż płonie? (1966) jako gen. Omar Bradley
- Czas zabijania (1967) jako mjr. Tom Wolcott
- Rewolwer (1968) jako Lorn Warfield
- Bitwa o Midway (1976) jako kadm. Raymond Spruance
- Superman (1978) jako Jonathan Kent
- Goście (1979) jako detektyw Jake Durham
- Wirus (1980) jako prezydent Richardson
- Upiorne urodziny (1981) jako dr David Faraday
- Casablanca Express (1989) jako gen. Williams
- Szeryf z Randado (1989) jako szeryf John Danaher
- Nerwy ze stali (1991) jako kpt. Gavin

## Nagrody
| Rok  | Nagroda                                         | Kategoria                                        | Film                         |
| ---- | ----------------------------------------------- | ------------------------------------------------ | ---------------------------- |
| 1967 | Złoty Glob                                      | Najlepszy aktor w filmie komediowym lub musicalu | Arystokracja podziemi (1961) |
| 1987 | Międzynarodowy Festiwal Filmowy w San Sebastián | Nagroda Donostia za całokształt twórczości       | –                            |